# Vanessa White
Vanessa Karen White (Yeovil, Inglaterra; 30 de octubre de 1989) es una cantante y compositora británica. Fue miembro de la banda de pop The Saturdays, en la que era la integrante más joven.

## Primeros años
Nació en Yeovil, Somerset, Inglaterra. Debido a su interés por las artes interpretativas fue inscrita a temprana edad en la escuela de teatro Sylvia Young Theatre School los días sábados, sin embargo, a los cinco años se le ofreció una inscripción a tiempo completo y se mudó junto a su familia a Stratford, Londres. Vanessa apareció en varias producciones teatrales tales como El rey león —producción del teatro West End— en el papel de la joven Nala y El rey y yo, como la hija del rey entre 2000-2002.

## Carrera

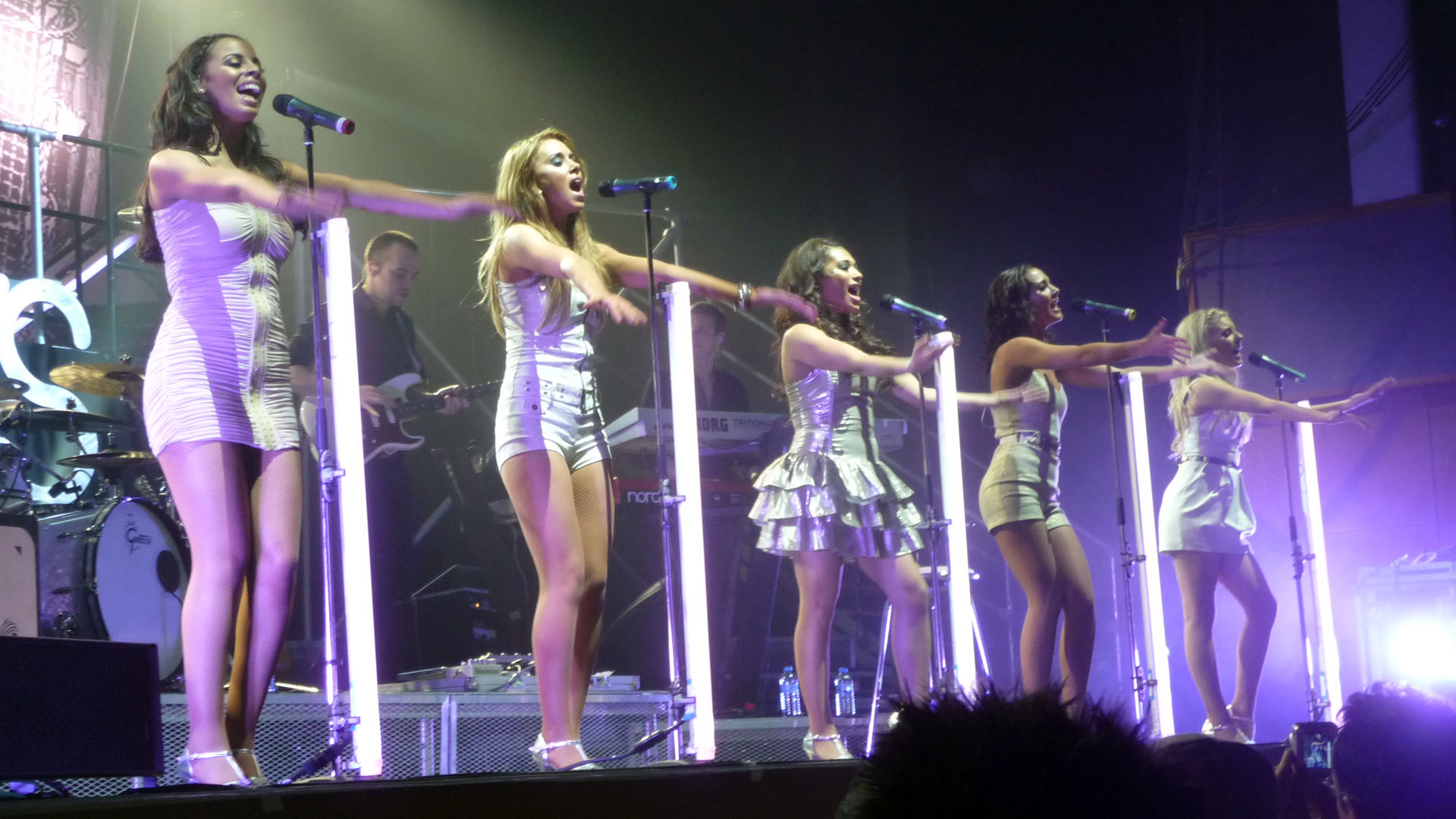
Concierto de The Saturdays en The Civic Hall en Wolverhampton, Birmingham.

### 2007-presente: The Saturdays
A pesar de que tenía un contrato como solista, White decidió presentarse a la audición de una banda musical de muchachas en 2007 que buscaba nuevos integrantes y en la que fue elegida como miembro. Rápidamente trabó amistad con las otras cuatro integrantes de la banda, quienes suelen referirse a ella como la Christina Aguilera de la banda debido a su tipo de voz. Al inicio White y su compañera de banda, Una Healy, establecieron una fuerte amistad, ya que descubrieron que eran muy parecidas, pero con el tiempo ha logrado a entablar una mejor amistad con el resto de integrantes del grupo musical. White ha sido comparada con las cantantes estadounidenses Alicia Keys, Beyoncé y Mariah Carey.
El 19 de febrero lanzará su primer extended play como solista titulado Chapter One a través de la discográfica Karma Artist.

## Discografía

### Extended Plays
- 2016: Chapter One [Karma Artist Recordings]

### Sencillos
- 2015: "Don't Wanna Be Your Lover"
- 2015: "Relationship Goals" (con Chloe Martini)
- 2016: "Nostalgia"

Colaboraciones
- 2009: "Swagger Chick" (Master Shortie con Vanessa White)
- 2013: "The Zoo" (Vince Kidd con Vanessa White)